# 移送
移送（いそう）とは、裁判所が自分の裁判所に係属している裁判を職権または申立により他の裁判所に係属させることをいう。同一裁判所内の本庁と支部との間の事件の移転は回付と呼び、移送とは異なる。
また、刑事行政においてもこの用語が使われている。

## 民事訴訟法における移送
民事訴訟法で定める移送には次のパターンがある。
- 管轄違いによる移送（16条）
- 遅滞を避ける等のための移送（17条）
- 当事者の申立ておよび相手方の同意による移送（19条）
- 簡易裁判所から地方裁判所への移送（18条）

移送する場合は、決定による。また、第17条から第19条の規定は、専属管轄（専属合意管轄を除く）の場合は適用されない。

## 行政事件訴訟法における移送
行政事件訴訟法第13条において、取消訴訟の関連請求が別の裁判所に係属する場合、申立または職権でその取消訴訟の係属する裁判所に移送することができる旨を定める。

## 刑事訴訟法における移送
刑事訴訟法においても、移送できる、あるいは移送すべき条件が書かれている。
- 事物管轄を異にする数個の事件で、併せて審判する必要がない場合、上級裁判所は下級裁判所に審判を移送することができる（刑事訴訟法第4条）
- 土地管轄を異にする数個の事件で、併せて審判する必要がない場合、他の裁判所に移送することができる（第7条）
- 裁判所が適当と認めるときは、事物管轄を同じくする他の管轄裁判所に移送することができる（第19条）
- 管轄違いで高等裁判所に提起された訴訟を管轄裁判所に属するものと認める場合、決定で移送しなければならない（第330条）
- 簡易裁判所が地方裁判所での審判を相当と認める場合、決定で移送しなければならない（第332条）
- 不法に管轄を認めたとして原判決を破棄する場合、判決で第一審の管轄裁判所に移送しなければならない（第399条）

## 刑事行政における移送
警察及び検察庁における事件等の移送として以下の様なものが定められている（時おり行われている告訴状・告発状等の「回送」という行為は移送とは異なる。移送は事件が受理されてから行われるものであり、回送は受理されずに刑事訴訟法に関係する規則や訓令等に基づかず行われる捜査機関による行為となる。回送の場合、受理されていないので、依然として警察組織や国は当該事件について認知していないという状況にある）。
ここで、これらの「事件」は、警察における事件、検察庁における事件であって、裁判所における刑事訴訟の事件とは異なる事に注意を要する。
警察においては、以下の移送手続きが犯罪捜査規範に記されている。
- 告訴または告発のあった事件が、当該警察でこれを処理することが適当でないと認められるときは、関係警察に対してすみやかに移送の手続をとらなければならない。（犯罪捜査規範69条）
- 管轄権のない事件又は当該警察において捜査することが適当でないと認められる事件については、速やかにこれを犯罪地又は被疑者の住居地を管轄する警察その他の適当な警察に移送又は引継ぎしなければならない。（犯罪捜査規範78条）

検察庁においては、以下の移送手続きが事件事務規程に記されている。
- 被疑者の移送（事件事務規程33条から35条）
- 受刑者の移送（事件事務規程36条）
- 事件の移送（事件事務規程84条から86条）